# Цинцадзе, Георгий Иосифович
Георгий Иосифович Цинцадзе (груз. ცინცაძე გიორგი იოსების ძე, 1880, Букисцихе, Чохатаурский муниципалитет — 14 сентября 1937) — грузинский политик, Член Учредительного собрания Грузии (1919—1921).

## Биография

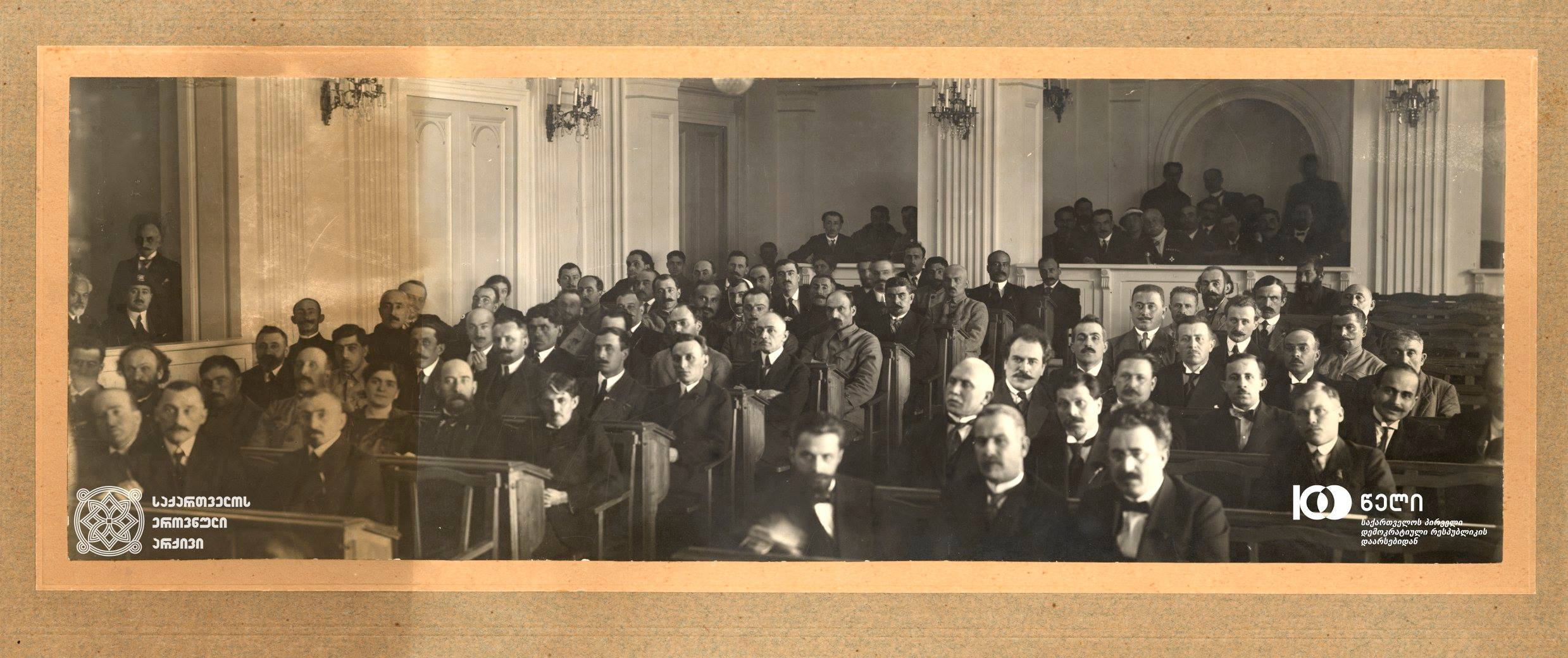
Учредительное собрание Грузии. Цинцадзе левая сторона, задние ряды

Родился в семье священнослужителя. Учился в Озургетском духовном училище, окончил его в 1895 году по первому разряду с рекомендацией к переводу в 1 класс Кутаисской духовной семинарии. Среднее образование получил в Кутаисской духовной семинарии.
Член РСДРП с 1900 года, в 1902—1903 годах был членом Батумского комитета, в 1903—1906 годах работал в Гурийском комитете. Активный участник революционным событий в Гурии, скрываясь от преследования в 1906 году был вынужден покинуть Гурию. Несколько месяцев жил в Сухуми, затем уехал учиться в Санкт-Петербург.
Около полутора лет учился в петербургских и московских коммерческих институтах. Затем вернулся в Грузию, зарабатывал частными уроками. С 1916 года преподавал грузинский язык в мужской гимназии в Тифлисе.
Избран членом Национального совета Грузии и подписал Акт о независимости Грузии. В 1918 году — член парламента Грузии. Работал в канцелярии председателя правительства, был личным секретарем Ноя Жордании. 12 марта 1919 года избран членом Учредительного собрания Грузии.
После советизации Грузии в 1921 году, остался в Грузии и жил в Тифлисе.
Из-за болезни сердца был ограничен в работе. С 1 ноября 1921 года работал инспектором столовой в администрации Американской гуманитарной помощи. После длительного наблюдения с 1921 по начало 1922 года ЧК арестовал сотрудников Американского комитета, в том числе Цинцадзе, за шпионаж, контрреволюционную деятельность и связи с меньшевиками. Арестованный 18 мая 1922 года, он был помещён в исправительный дом № 2 Метехи, откуда его выпустили через несколько месяцев. После этого он и его семья жили во дворе бывшей средней школы, занимаясь садоводством и птицеводством. Второй раз его арестовали 7 июля 1924 года. Был освобождён 31 декабря того же года.
Снова арестован в 1937 году и 13 сентября приговорён к смертной казни.
Расстрелян 14 сентября 1937 года
Члены его семьи — брат Авто Цинцадзе, жена Лидия Ломинадзе и двоюродный брат Герасим Махарадзе — также были репрессированы.